# Романовский, Сергей Иванович
Сергей Иванович Романовский (13 июля 1937, Ленинград — 24 августа 2005, Санкт-Петербург, Россия) — советский и российский учёный-геолог, литолог, историк науки и писатель. Доктор геолого-минералогических наук (1981).

## Биография
Родился 13 июля 1937 года в Ленинграде.
В 1960 году окончил геологоразведочный факультет Ленинградского горного института по специальности «Гидрогеология и инженерная геология».
В 1960—1964 годах работал в институте «Гипроникель», проводил инженерно-геологические изыскания на горно-обогатительных комбинатах.
С 1964 года работал во ВСЕГЕИ, с 1991 года — ведущий научный сотрудник.
Специалист в области седиментологии, литогеодинамики и истории геологии. Фундаментально рассмотрел базисные аспекты седиментологии на всех её уровнях — от гранулометрического анализа до осадочных бассейнов.
Скончался 24 августа 2005 года в Санкт-Петербурге.
Похоронен на Смоленском православном кладбище Санкт-Петербурга.

## Награды и премии
- 1982 — Отличник разведки недр — Почётный знак Министерства геологии СССР.

## Членство в организациях
- Международная седиментологическая ассоциация
- Российское минералогическое общество, Комиссия по истории минералогии.
- 1984 — Международная комиссия по истории геологических наук (INHIGEO)[5]

## Публикации
Автор 20 монографий и 250 брошюр и статей по геологии, истории науки и истории России.
Написал научные биографии Н. А. Головкинского, А. П. Карпинского и Л. И. Лутугина:
- Романовский С. И. Николай Алексеевич Головкинский (1834—1897). Л.: Наука, 1979. 192 с.
- Романовский С. И. Александр Петрович Карпинский (1847—1936). Л.: Наука, 1981. 484 с.
- Романовский С. И. Карпинский в Петербурге — Петрограде — Ленинграде. Л.: Лениздат, 1987. 256 с.
- Романовский С. И. Леонид Иванович Лутугин (1864—1915). СПб.: Наука, 1997. 191 с.

И другие книги по истории геологии:
- Романовский С. И. Великие геологические открытия / ред. Ю. Я. Соловьев. СПб.: Изд-во ВСЕГЕИ, 1995. 216 с. (Очерки по истории геологических знаний; Выпуск 30).

Автор критического обзора по истории науки и Академии наук в России:
- Романовский С. И. Наука под гнетом российской истории. СПб.: Изд-во СПГУ, 1999. 344 с.
- Романовский С. И. От каждого — по таланту, каждому — по судьбе. СПб.: Изд-во СПГУ, 2003. 388 с
- Романовский С. И. «Притащенная» наука. СПб., 2004. 348 с.

Инициатор третьего издания «Геологического словаря» (2010—2012) во ВСЕГЕИ, в 2001—2005 годах был его ответственным редактором.

## Память
Во ВСЕГЕИ хранятся его рукописи:
- Советские традиции РАН.
- Закономерный финиш советской науки.
- О специфике жанра научной биографии.
- Ступить ногой и умереть. (об Э. В. Толле)
- Не признан избранным. (о Д. И. Менделееве)
- К. Р. (о Великом князе Константине Константиновиче Романове).

В ГИН РАН хранятся научные письма к нему.